# Angela Sarafyan

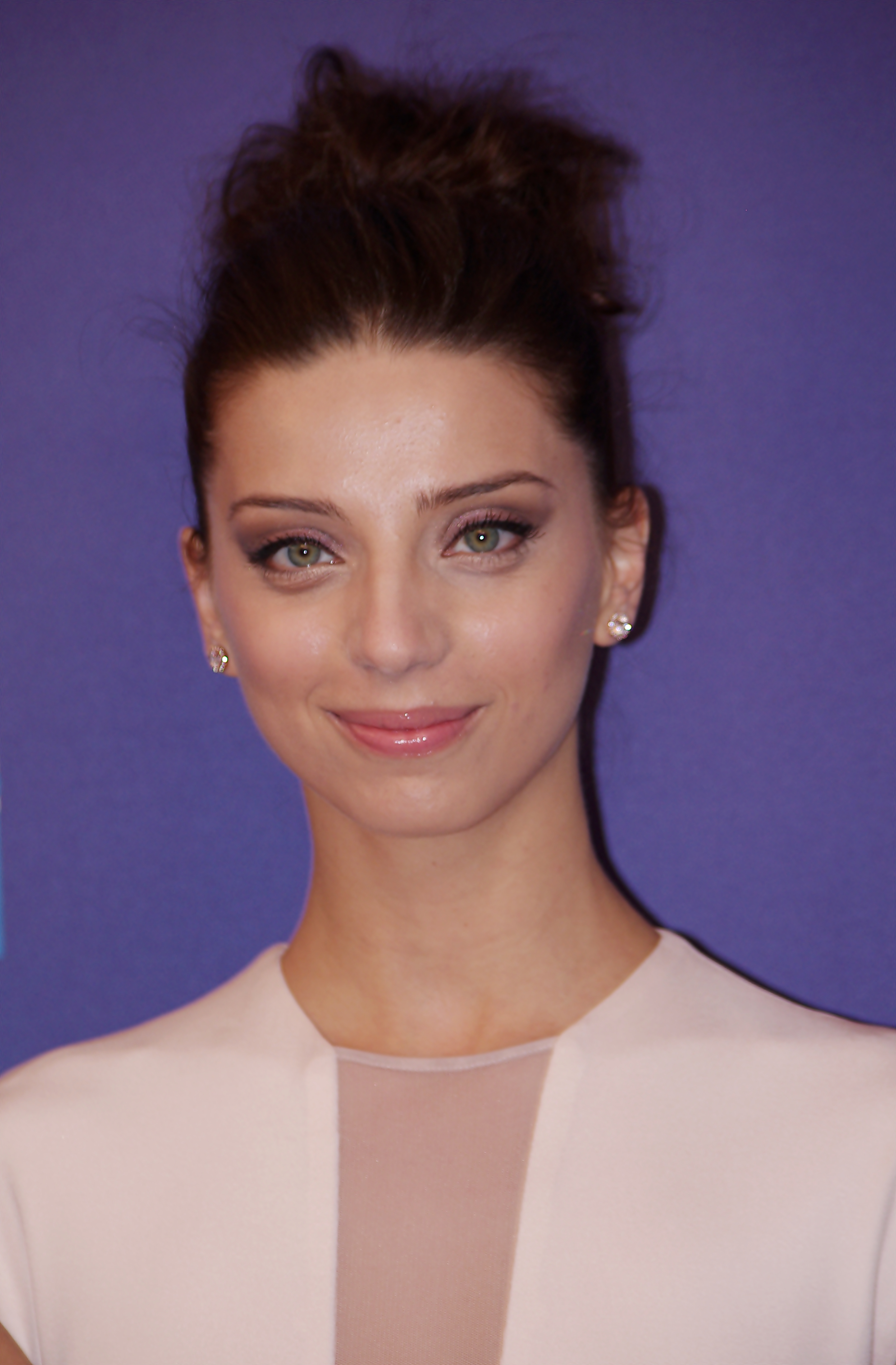
Angela Sarafyan (2011)

Angela Sarafyan, orm. Անժելա Սարաֆյան (ur. 30 czerwca 1983 w Erywaniu) – amerykańska aktorka filmowa i telewizyjna pochodzenia ormiańskiego.

## Życiorys
Urodziła się w Armenii w rodzinie aktora i malarki. Gdy miała cztery lata, wyemigrowała wraz z rodzicami do Stanów Zjednoczonych i osiedliła się w Los Angeles. Jako dziecko uczyła się baletu i gry na fortepianie, następnie kształciła się w zakresie aktorstwa.
Debiutowała w 2000 w jednym z odcinków serialu dramatycznego CBS Potyczki Amy. Od tego czasu zaczęła się regularnie pojawiać w produkcjach telewizyjnych i filmowych, początkowo głównie w pojedynczych odcinkach różnych seriali. Wystąpiła także w produkcji Saga „Zmierzch”: Przed świtem – część 2 w roli jednego z wampirów, zagrała w Zróbmy sobie orgię i Imigrantce. W 2010 dołączyła do głównej obsady serialu The Good Guys, a w 2016 została obsadzona w roli Clementine Pennyfeather w produkcji HBO Westworld.

## Wybrana filmografia
Filmy
- 2004: The Last Run
- 2005: Halfway Decent
- 2007: Błękitek
- 2007: On the Doll
- 2008: A Beautiful Life
- 2008: The Informers
- 2009: Love Hurts
- 2009: Repo Chick
- 2011: Saga „Zmierzch”: Przed świtem – część 2
- 2011: Zróbmy sobie orgię
- 2012: Lost & Found in Armenia
- 2013: Imigrantka
- 2013: Paranoja[1]
- 2015: 1915
- 2015: Dlaczego mi nie powiedziałeś?
- 2016: Mercury Plains
- 2018: We Are Boats[1]

Seriale telewizyjne
- 2000: Potyczki Amy
- 2002: Buffy: Postrach wampirów
- 2004: Babski oddział
- 2004: The Shield: Świat glin
- 2005: Wanted
- 2006: 24 godziny
- 2006: CSI: Kryminalne zagadki Nowego Jorku
- 2006: Daleko od domu
- 2007: Dowody zbrodni
- 2007: Lincoln Heights
- 2008: Mentalista
- 2010: The Good Guys
- 2011: Nikita
- 2011: Zabójcze umysły
- 2012: Prawo i porządek: sekcja specjalna
- 2014: Zaprzysiężeni
- 2015: American Horror Story
- 2016: Westworld[1]